# Дитрих (II) (Клеве)
Вижте пояснителната страница за други личности с името Дитрих.
Дитрих (II) (на немски: Dietrich (II), 10?? – 1091) е вероятно граф на Клеве от около 1076 до 1091 година.
Той е син и наследник на граф Рутгер II. Той е споменат във фалшифициран документ от 1082 г.
Наследен е от сина си Дитрих I/III (* ок. 1070, † пр. 1120), който е баща на Арнолд I (* 1100, † 1147).